# 沈世傑
沈世傑（1926年12月4日—2025年2月21日），男，山东省掖县人，鱼类学家，台湾鱼类研究的先驱，一生致力于鱼类学，特别是分类学研究。 继陈兼善之后，为台湾鱼类研究的集大成者。曾任國立台灣大學教授、中央研究院動物所研究員、中華民國魚類學會（第1屆）理事長等职。邵廣昭、曾晴贤、方力行、莫顯蕎等均出自其门下。

## 主要学术著作
- 《臺灣魚類誌》，沈世傑主编，國立臺灣大學動物學系，1993年，ISBN 9789579019446
- 《臺灣魚類檢索》，沈世傑，南天書局，1984年，ISBN 9789576380297